# 진웅섭
진웅섭(陳雄燮, 1959년 6월 12일 ~ )은 대한민국의 제10대 금융감독원장을 지낸 공무원이다.

## 생애
서울특별시 출신으로 고졸 검정고시를 거쳐 건국대학교 법학과를 졸업했다. 
1984년 행정고시 28회로 공직에 진출했다. 1988년 5월부터 재무부에서 이규성 재무부 장관의 비서관으로 근무했다. 2005년 11월 대통령비서실 경제정책비서관실 행정관이 되었다. 2009년 8월 금융위원회 공적자금관리위원회 사무국장이 됐다. 2012년 새누리당 수석전문위원으로 갔다가 그해 금융정보분석원 원장을 맡았다. 2014년 2월 한국정책금융공사 사장으로 임명되어 11월까지 일했다. 2014년 11월부터 2017년 9월까지 금융감독원장을 지냈다. 2020년 9월 법무법인 광장에서 고문으로 일하고있다.